# Kinderstraßenbahn Lottchen

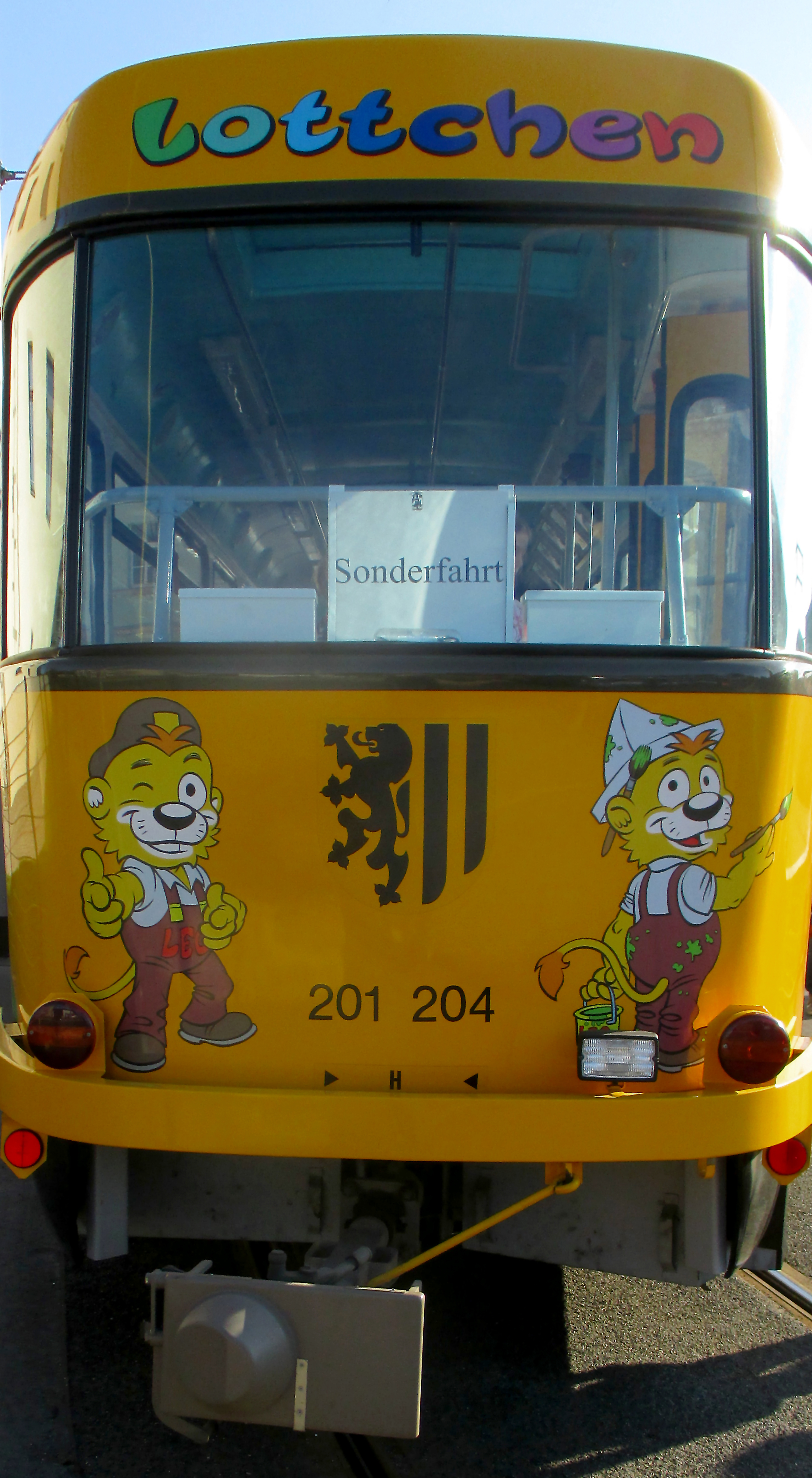
Kinderstraßenbahn Lottchen

Die Kinderstraßenbahn Lottchen ist ein kindgerecht gestalteter Straßenbahnwagen, der im Schienennetz von Dresden verkehrt und als gemeinsames Projekt des Jugendamtes der sächsischen Landeshauptstadt und der Dresdner Verkehrsbetriebe entstand. Sie erhielt ihren Namen nach Erich Kästners Roman Das doppelte Lottchen.

## Geschichte
Ende 1990, als viele Einrichtungen ums Überleben kämpften, war in Dresden auch viel Spielraum für Neues vorhanden. Das Theater Junge Generation und die Dresdner Verkehrsbetriebe beschlossen die Schaffung einer Kinderstraßenbahn, ein deutschlandweit einzigartiges Projekt. Ein ausgemusterter Straßenbahnzug vom Typ ET57/EB57 wurde im Frühjahr 1991 durch Kinder der Jugendkunstschule im Schloss Albrechtsberg bemalt; das damalige Dezernat für Bildung, Jugend und Sport beglaubigte die Übernahme und Mitfinanzierung. Am 11. Mai 1991 war die Kinderstraßenbahn Lottchen zum ersten Mal auf Dresdens Schienen zu sehen. Fahrten zur Stadt- und Stadtteilgeschichte, Faschings- oder Weihnachtsfahrten und Angebote für die jüngsten Dresdner sorgen seitdem für eine gute Auslastung.
Im Jahr 1994 war Lottchen international erlebbar. Die Deutsche Welle und die britische BBC nutzten für ihre Dresden-Beiträge unter anderem auch die Kinderstraßenbahn. Im November 1995 war das Projekt Kinderstraßenbahn auf dem 26. Internationalen Spielmobilkongress in Zürich vertreten. Am Rande des Kongresses kam es zum Kontakt mit dem Ratinger Spielmobil Felix. Seitdem gibt es einen engen Austausch zwischen den beiden Jugendamtseinrichtungen.
Mitte der 1990er Jahre musste der erste Kinderstraßenbahnzug ausgemustert werden, jedoch wurde Ersatz gefunden und ein zweiter Zug gleichen Typs erhielt eine bunte Außenbemalung.
Im August 1999 fuhr der damals amtierende Bundesverteidigungsminister Rudolf Scharping mit der Kinderstraßenbahn Lottchen und beantwortete Fragen der mitfahrenden Kinder. Der sächsische Ministerpräsident Kurt Biedenkopf würdigte im August 2001 in einer Grußnote die enge Partnerschaft zwischen der Kinderstraßenbahn Lottchen und dem Ratinger Spielmobil Felix: „Nur durch gelebte Partnerschaft und die Vernetzung der Aktivitäten können im geeinten Deutschland Projekte wie diese entstehen und bestehen“, so der Ministerpräsident. Die Porzellanmanufaktur Meißen widmete der Partnerschaft von „Felix“ und „Lottchen“ eine eigene Porzellanfigur. Weitere langjährige und gute Partner sind das Straßenbahnmuseum Dresden e. V., der Stadtspiele-Verlag Dresden, Schlösser und Gärten Dresden wie auch die UNICEF-Arbeitsgruppe Dresden.
Im Jahr 2010 entschieden das Jugendamt und die DVB AG, dass ein – mittlerweile notwendiger – völliger Neuaufbau der Kinderstraßenbahn-Gothawagen nicht realisierbar sei. Die Alternative fand man mit einem Triebwagen Tatra T4D, der bisher als DVB-Fahrschulwagen diente. Dieser ist ebenfalls kindgerecht gestaltet, verfügt durch den Ausbau der mittleren Tür über 38 Sitzplätze und wurde am 2. Juli 2010 in Betrieb genommen. Im Gegensatz zu anderen Dresdner Linien-Tatrawagen, die ab 1994 modernisiert wurden und eine Thyristor-Steuerung erhielten, ist der neue Lottchen-Tatra einer der letzten mit Originalsteuerung.
Bis 2012 fuhren über 135.000 Fahrgäste mit der Kinderstraßenbahn. Im September 2012 war das Projekt Mitorganisator und Teilnehmer beim 40. Internationalen Spielmobilkongress in Dresden, an welchem 200 Gäste aus sieben Nationen teilnahmen.
Im Jahr 2025 kann ein Doppeljubiläum für den Tatra-Triebwagen gefeiert werden. Zum einen 15 Jahre Einsatz als Kinderstraßenbahn seit 10. Juli 2010, zum anderen 50 Jahre als Triebfahrzeug wegen des Baujahrs 1975.

## Fahrzeuge
|              | 1991–1994                               | 1994–2010                               | ab Juli 2010        | ab Februar 2016            |
| ------------ | --------------------------------------- | --------------------------------------- | ------------------- | -------------------------- |
| Hersteller   | VEB Waggonbau Gotha                     | VEB Waggonbau Gotha                     | ČKD Tatra           | ČKD Tatra                  |
| Typ          | Gothawagen T57                          | Gothawagen T57                          | Tatra T4D           | Tatra T4D                  |
| Wagen-Nummer | 201 602 (Triebwagen) 251 605 (Beiwagen) | 201 601 (Triebwagen) 251 601 (Beiwagen) | 201 204             | 201 204                    |
| Baujahr      | 1957 / 1960                             | 1960 / 1957                             | 1975                | 1975                       |
| Plätze       | 25 + 25 in Trieb- und Beiwagen          | 25 + 25 in Trieb- und Beiwagen          | 38 im Triebwagen    | 36 im Triebwagen           |
| Bild         | Das erste „alte“ Lottchen               | Das zweite „alte“ Lottchen              | Das „neue“ Lottchen | Das „neue“ Lottchen (2016) |

## Verbleib der Fahrzeuge
Der Triebwagen des ersten Zuges (201 602) wurde nach seiner endgültigen Ausmusterung zunächst vor dem ehemaligen Standort des Theater Junge Generation an der Meißner Landstraße aufgestellt. Im Oktober 2008 wurde der Wagen verladen und zur Woltersdorfer Straßenbahn abtransportiert. Dort stand er zunächst einige Jahre auf dem Betriebshofgelände, bis er ca. 2013 eine komplette Wiederaufarbeitung erhielt. Seitdem ist er dort als Wagen 33 im Dienst, seit März 2025 allerdings nur noch als Reserve-Fahrzeug.
Zu dem zugehörigen Beiwagen des ersten Zuges (251 605) hingegen ist der Verbleib unbekannt.
Die zweite Lottchen-Bahn aus dem Jahr 1996 wurde zunächst im DDR-Museum Pirna aufgestellt und war ab dem 1. Mai 2011 für alle Besucher und Interessierte zugänglich. Da das Museum jedoch einen nötigen Unterstand nicht finanzieren konnte, der Zustand der Wagen zunehmend schlechter wurde und sich kein weiterer Interessent für die beiden Wagen fand, wurden die beiden Wagen im November 2024 verschrottet.